# R Geminorum
R Geminorum (R Gem / HD 34356 / HR 2671) es una estrella variable en la constelación de Géminis.
Demasiado alejada para que el satélite Hipparcos pudiera medir de forma fiable su paralaje, su distancia al sistema solar se estima entre 2000 y 2300 años luz.
De tipo espectral S2,9e-S8,9e, R Geminorum es una estrella de tipo S; estas son gigantes rojas similares a las de tipo M, excepto en que los óxidos dominantes en su espectro son los formados por metales del quinto período de la tabla periódica, como circonio o itrio. Son estrellas considerablemente luminosas en las últimas fases de su evolución estelar.
R Geminorum posee una luminosidad 5500 veces superior a la luminosidad solar —otro estudio ofrece una luminosidad notablemente mayor equivalente a 9600 soles—.
Otra característica de esta clase de estrellas es la pérdida de masa estelar; en el caso de R Geminorum esta se estima en ~ 4 × 10-7 veces la masa solar por año.
La medida de su diámetro angular durante una ocultación lunar, 4,90 ± 1,40 milisegundos de arco, permite estimar su diámetro real, siendo este ~ 340 veces más grande que el diámetro solar; dicho valor, al depender de la distancia —que no es bien conocida— y del error inherente a la propia medida, tiene un carácter solo aproximado.
R Geminorum es una variable Mira cuyo brillo oscila entre magnitud +6,0 y +14,0 a lo largo de un período de 369,91 días.
En las variables Mira —cuyo arquetipo es Mira (ο Ceti)— la inestabilidad proviene de pulsaciones en la superficie estelar, lo que provoca cambios de color y brillo. Algunas de ellas, entre las que se encuentra R Geminorum, muestran emisión máser de SiO.